# Mala Goričica
Mala Goričica este o localitate din comuna Ivančna Gorica, Slovenia, cu o populație de 9 locuitori.